# سيهنكاماك
سيهنكاماك (بالبلغارية: Сечен камък)‏ قرية تقع إدارياً ضمن تريافنا في بلغاريا. ويبلغ عدد سكانها 6 نسمة حسب تعداد 15 مارس 2015. تعتمد سيهنكاماك للبريد على الرمز البريدي 5360.